# We Didn't Start the Fire
We Didn't Start the Fire är en låt av Billy Joel. Den är en uppräkning av olika händelser i USA:s historia mellan 1949 och 1989. We Didn't Start the Fire utkom 1989 på singel. Låten har senare använts i historieundervisning i amerikanska skolor. Texten är en reaktion på åsikten att det var babyboom/fyrtiotalistgenerationen som skapade världsproblem på 1960-talet (refrängens "we didn't start the fire", "vi startade inte elden", "vi" är alltså fyrtiotalistgenerationen som Joel är en del av). Genom uppräkningar av händelser som skedde innan fyrtiotalisterna blev vuxna vill Joel visa att världen alltid "stått i brand", även om en del saker som rockringen inte är något negativt.

## Listplaceringar
| Lista (1989-1990) | Topplacering |
| ----------------- | ------------ |
| Australien        | 2            |
| Nederländerna     | 11           |
| Nya Zeeland       | 5            |
| Storbritannien    | 7            |
| Österrike         | 7            |

### Fotnoter
1. ↑  ”Listplacering”. http://australian-charts.com/showitem.asp?interpret=Billy+Joel&titel=We+Didn%27t+Start+The+Fire&cat=s. Läst 16 juli 2011.
2. ↑  ”Listplacering”. http://dutchcharts.nl/showitem.asp?interpret=Billy+Joel&titel=We+Didn%27t+Start+The+Fire&cat=s. Läst 16 juli 2011.
3. ↑  ”Listplacering”. Arkiverad från originalet den 8 november 2012. https://web.archive.org/web/20121108165805/http://www.charts.org.nz/showitem.asp?interpret=Billy+Joel&titel=We+Didn%27t+Start+The+Fire&cat=s. Läst 16 juli 2011.
4. ↑  ”Listplacering”. Arkiverad från originalet den 25 maj 2012. https://archive.is/20120525132951/http://www.chartstats.com/release.php?release=16629. Läst 16 juli 2011.
5. ↑  ”Listplacering”. http://austriancharts.at/showitem.asp?interpret=Billy+Joel&titel=We+Didn%27t+Start+The+Fire&cat=s. Läst 16 juli 2011.